# 트슈치아나 전투

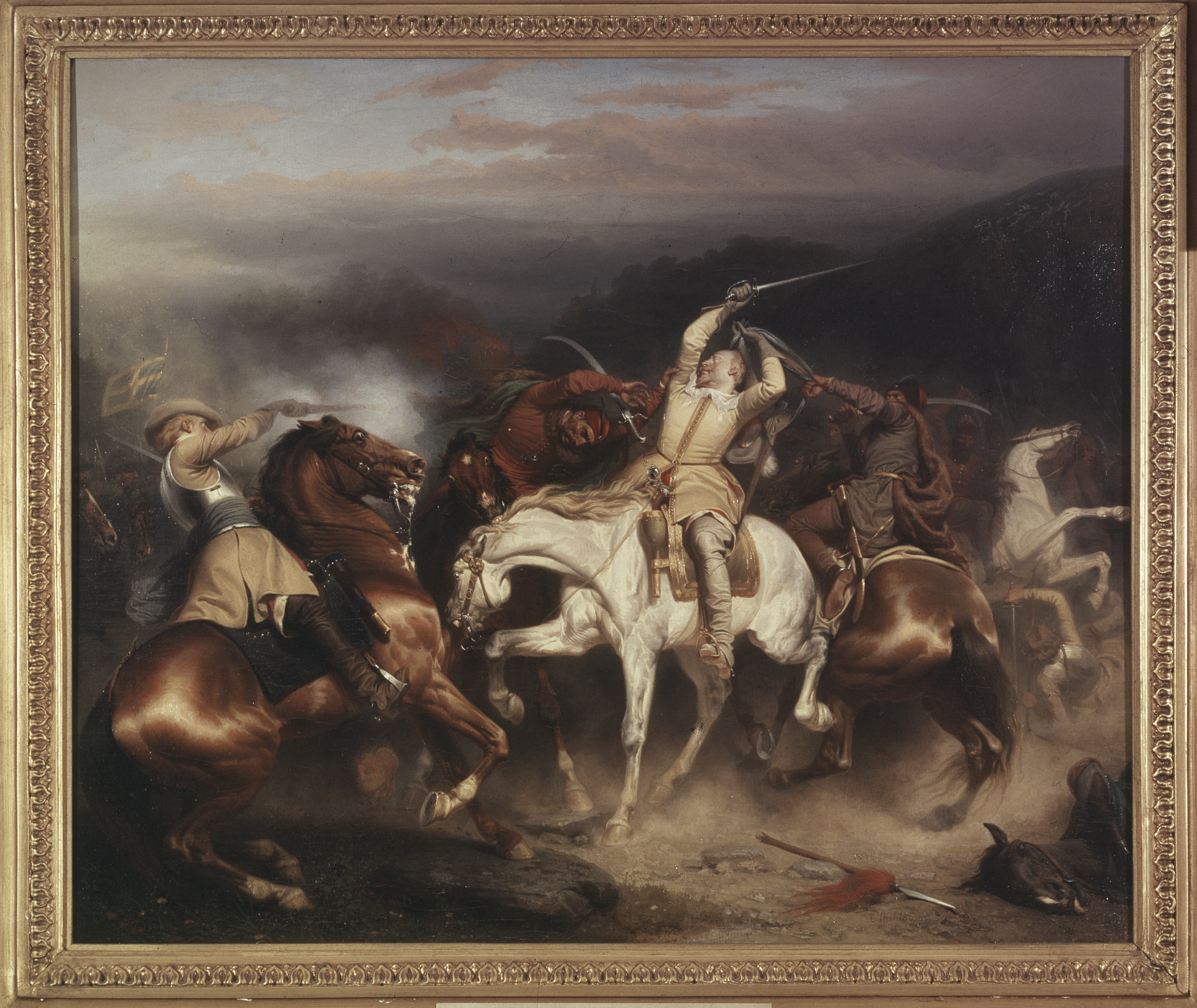

트슈치아나 전투는 1629년 6월 25일에 발생한 폴란드와 스웨덴 간의 전투이다. 이 전투에서 폴란드는 스웨덴의 기병대에 대타격을 입히는 데에는 성공했으나, 전쟁의 국면을 바꾸지는 못했고 지루한 대치상황으로 접어들다가 결국 1629년 슈툼스도로프 조약을 맺는다.

## 전투의 배경
폴란드 국왕 지그문트 3세 바사는 원래 스웨덴의 국왕이었다. 하지만 스웨덴 인들의 불만을 산 그는 자리에서 곧 쫓겨났다. 1599년의 일이었다. 이후 스웨덴의 왕위를 차지한 사람은 다름 아닌 그의 삼촌인 카를 9세였다. 카를 9세는 폴란드의 북동부 영토인 리보니아를 침공했으나 1605년 키르홀름 전투에서 대참패를 당했고, 이후 세상을 떠났다. 그의 뒤를 이은 사람은 스웨덴의 영명한 군주 구스타브 2세 아돌프였다.
구스타프 2세 아돌프는 1617년에 폴란드와 짧은 전쟁을 치렀으나 이후 격퇴되었다. 이후 1625년에 구스타프 2세는 리보니아를 다시 침략했고, 1626년, 5,000여 명의 병력으로 2,000여명의 폴란드 군을 격파했다. 리보니아 전역에서 성공을 거둔 구스타프 2세는 폴란드의 북부인 그단스크와 폴란드 해변을 공격했고, 이후 곳곳에서 폴란드 군에 연전연승하여 그단스크를 제외한 대부분을 점령하는 데에 성공했으나, 폴란드의 명장인 스타니스와프 코니에츠폴스키도 체르녜, 그니에브에서 스웨덴 군을 패배시켜, 비록 후에 트체프에서 크게 패배하기는 했지만 어느 정도 백중세를 이루는 데에 성공했다.
이후 폴란드 군은 신성로마제국과의 교섭에 성공, 신성로마제국의 게오르그 폰 아르님이 이끄는 신성로마제국군을 폴란드로 끌어들이는 데에 성공했다. 숫적으로 큰 열세를 보이자, 구스타프 2세는 재빨리 말보르크로 후퇴하려 했다. 1629년 6월 25일 스웨덴의 브랑겔 장군을 필두로 스웨덴 군은 말보르크로 후퇴하기 시작했다. 스웨덴의 군세는 약 9,000여 명이었다.

## 전투의 진행
폴란드는 스웨덴이 회군하기 하루 전날인 6월 24일부터 행동에 들어가고 있었다. 코니에츠폴스키는 과감하게도, 기동성이 떨어지는 8,000여 명의 보병들을 함께 데리고 가는 대신, 기동성이 뛰어난 기병 4,500여 명만을 이끌고 스웨덴 군을 추격했다. 아르님 휘하의 신성로마제국 소속 기병대도 코니에츠폴스키와 연합했다.
6월 25일의 트슈치아나에서, 아르님 휘하의 폴란드 경기병(코사크)과 신성로마제국 기병대가 스웨덴 군의 후위 1,500여 명을 공격했다. 스웨덴 군은 훌륭히 싸웠으나, 이후 측면을 들이친 코니에츠폴스키 휘하 윙드 후사르에게 박살이 났다.
후방에서 폴란드 군의 참격이 이루어지자, 구스타프 2세는 기병대를 빼내어 이들을 막아내고자 했다. 700여 명의 기병대가 도망치는 스웨덴 보병대 300여 명과 힘을 합쳤다. 하지만 폴란드 군은 숫적으로 매우 우세했고, 덧붙여서 스웨덴 군의 사기도 매우 떨어져 있었다. 스웨덴 군은 폴란드 군과 맞붙자마자 붕괴했고, 그 결과 구스타프 2세는 이번에도 패배했다.
전광석화같이 폴란드 군이 밀려오자, 구스타브 2세는 다시 병력을 결집시켰다. 약 1,500여 명의 기병대와 전투를 경험한 1,000여 명의 스웨덴 군을 합쳐, 총 합계 2,500여 명의 병력을 구성했다. 반대로, 폴란드-신성로마제국 연합군은 전투를 치를수록 병력의 이탈이 심화되어, 푸코비체에서 스웨덴 군과 맞붙을 때에는 병력이 3,000-3,500여 명 가량으로 줄어들어 있었다. 푸코비체에서 스웨덴 군과 폴란드 군은 대규모의 기병전을 벌였다. 숙련도 면에서 폴란드 기병대에 뒤떨어져 있고, 폴란드-신성로마제국 연합군에 숫적 열세에 놓여 있던 스웨덴 군은 무너져 갔다.
약 300여 명의 스웨덴 기병대가 폴란드 기병대와 용감히 격돌했으며, 이후 이들은 분쇄되었지만 후방이 폴란드 군에 대비할 시간을 주었다. 스웨덴 군의 보병과 포병은, 이전과는 반대로 숫적 열세에 놓이게 된 폴란드-신성로마제국 연합군을 격퇴하는 데에 성공했다. 날이 저물자, 코니에츠폴스키는 적들을 완전히 분쇄하는 것을 단념하고 후퇴했다. 다음날의 스웨덴 군의 후퇴는 폴란드 군에게 방해받지 않았다.
스웨덴 기병대는 이 전투에서 큰 피해를 보았다. 다수의 스웨덴 기병이 기병 장교들과 함께 전사했으며, 거의 절반에 이르는 피해를 보았다. 반면에, 스웨덴 보병대는 별 피해를 입지 않았다. 스웨덴 군의 피해는 아마도 2,000+명 정도일 것이다.
폴란드-신성로마제국 연합군의 피해는 미미했다. 약 200여 명의 피해가 발생했다.
이후 7월 15일에 코니에츠폴스키는 스웨덴 군을 한 번 더 공격했지만 약간의 피해를 본 채 실패로 돌아갔다.